# Sargocentron vexillarium
Sargocentron vexillarium là một loài cá biển thuộc chi Sargocentron trong họ Cá sơn đá. Loài này được mô tả lần đầu tiên vào năm 1860.

## Từ nguyên
Tính từ định danh vexillarium trong tiếng Latinh có nghĩa là "mang cờ hiệu, quân hàm", hàm ý có lẽ đề cập đến gai vây lưng của loài cá có một vạch đen sau mỗi gai.

## Phân loại
Dornburg và cộng sự (2012) đã đề xuất chuyển S. vexillarium sang chi Neoniphon dựa vào phát sinh chủng loại phân tử của họ, tuy nhiên điều này vẫn chưa được chấp nhận rộng rãi. Trang Catalog of Fishes và FishBase thì đã xem S. vexillarium là đồng nghĩa của Neoniphon vexillarium.

## Phân bố và môi trường sống
S. vexillarium có phân bố ở Tây Đại Tây Dương, từ Bermuda và bang Florida (Hoa Kỳ) băng qua một phần vịnh México (Florida Keys ngược lên phía bắc đến vịnh Tampa, cụm bãi ngầm Flower Garden, và từ bang Veracruz dọc theo bán đảo Yucatán) và khắp biển Caribe. Đây là loài cá hồng phổ biến nhất ở vùng Tây Ấn.
Môi trường sống của S. vexillarium là trên các rạn san hô gần bờ và vũng thủy triều, được tìm thấy ở độ sâu đến ít nhất là 20 m.

## Mô tả
Chiều dài cơ thể lớn nhất được ghi nhận ở S. vexillarium là 18 cm. Loài này có màu đỏ nâu với các sọc dày ánh bạc dọc hai bên lườn. Gai vây lưng màu đỏ. Vây lưng mềm, vây hậu môn và đuôi màu vàng hoặc đỏ, trong mờ; gai trước của vây hậu môn và vây bụng trắng; vây đuôi có viền trên và dưới màu đỏ. Gốc vây ngực đen ở cá thể nhỏ.
Số gai ở vây lưng: 11; Số tia vây ở vây lưng: 12–14; Số gai ở vây hậu môn: 4 (gai thứ 3 dài nhất); Số tia vây ở vây hậu môn: 8–10; Số tia vây ở vây ngực: 14–16; Số vảy đường bên: 41–45.

## Sinh thái
Thức ăn của S. vexillarium chủ yếu là cua, nhưng cũng ăn cả tôm và chân bụng.

## Giá trị
S. vexillarium có tầm quan trọng thương mại nhỏ trong ngành buôn bán cá cảnh.